# Zions Kirke (Sisimiut)
 Zions Kirke, også kaldt Sisimiut Kirke,  er en grønlandsk folkekirke i Sisimiut. Den rødmalede trækirke fra 1926 har 400 siddepladser. Kirken er rejst på et klippefremspring nær den gamle kirke Bethel Kirken fra 1775.
I 1984 blev kirken udvidet ved at skære kirken over ved koret og rykkede hele koret med alterpartiet ca. 10 meter bagud. Derefter byggede man dem sammen.